# Coudekerque-Branche

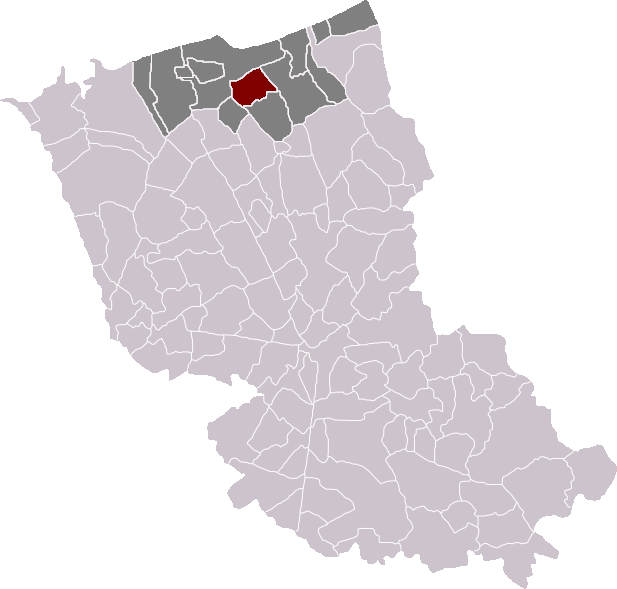
Localització de Coudekerque-Branche

Coudekerque-Branche (en neerlandès Nieuw-Koudekerke, en flamenc occidental Nieu-Coudekercke) és un municipi francès, situat a la regió dels Alts de França, al departament del Nord, que forma part de la Westhoek. L'any 2006 tenia 22.994 habitants. Limita amb els municipis de Duinkerke, Tetegem, Koudekerke-Dorp i Kapelle. La bandera de la ciutat és un erissó negre en drap verd.

## Demografia
| Evolució de la població INSEE i Cassini |       |       |       |       |       |       |       |       |
| 1793                                    | 1800  | 1806  | 1821  | 1831  | 1836  | 1841  | 1846  | 1851  |
| 1 939                                   | 1 265 | 1 295 | 1 343 | 1 402 | 1 533 | 1 703 | 1 905 | 1 448 |

| 1856  | 1861 | 1866  | 1872  | 1876  | 1881  | 1886  | 1891  | 1896  |
| ----- | ---- | ----- | ----- | ----- | ----- | ----- | ----- | ----- |
| 1 621 | 976  | 1 465 | 1 803 | 1 947 | 2 420 | 2 904 | 3 537 | 4 365 |

| 1901  | 1906  | 1911  | 1921  | 1926   | 1931   | 1936   | 1946   | 1954   |
| ----- | ----- | ----- | ----- | ------ | ------ | ------ | ------ | ------ |
| 5 440 | 6 271 | 8 231 | 9 264 | 10 094 | 11 867 | 13 608 | 12 506 | 15 334 |

| 1962   | 1968   | 1975   | 1982   | 1990   | 1999   | 2006 | 2011 | 2016 |
| ------ | ------ | ------ | ------ | ------ | ------ | ---- | ---- | ---- |
| 20 757 | 23 039 | 24 930 | 23 958 | 23 644 | 24 152 | -    | -    | -    |

| 2019 | - | - | - | - | - | - | - | - |
| ---- | - | - | - | - | - | - | - | - |
| -    | - | - | - | - | - | - | - | - |

## Administració
| Període   | Identitat      | Partit        |
| --------- | -------------- | ------------- |
| 1976-2008 | André Delattre | PS            |
| 2008-     | David Bailleul | Divers gauche |